# 尹鍾奎
尹鍾奎（윤종규，1998年3月20日—），現效力於K聯賽1首爾足球俱樂部。韓國國家男子足球隊成員。曾入选2022年国际足联世界杯韩国国家队名单。

## 俱樂部生涯
鐘奎於2017年加入首爾足球俱樂部。

## 外部連結
- 尹鍾奎在 kleague.com上的出场纪录（韓語）